# Nicole Schnyder-Benoit
Nicole Schnyder-Benoit (Magglingen, 13 maart 1973) is een voormalige beachvolleyballer uit Zwitserland. Ze speelde van 1997 tot en met 2004 vijftig toernooien in de FIVB World Tour. Schnyder-Benoit werd eenmaal Europees kampioen en won met verschillende partners in totaal zeven keer de nationale titel. Daarnaast nam ze eenmaal deel aan de Olympische Spelen.

## Carrière
Schnyder-Benoit speelde in 1997 twee kwalificatiewedstrijden in de FIVB World Tour met Sandra Bratschi en Patricia Dormann, maar wist daarbij niet het hoofdtoernooi te bereiken. Met Dormann werd ze in Bern voor de eerste keer Zwitsers kampioen door Sylvia Ludin en Gaby Meili in de finale te verslaan. Het jaar daarop vormde Schnyder-Benoit een team met Margot Schläfli. Ze namen deel aan vier toernooien in de World Tour en behaalden een zeventiende plaats in Vasto. In eigen land wonnen zilver bij het Satellite-toernooi van Jona. Bij de Europese kampioenschappen in Rhodos eindigden ze op de vierde plaats achter het Italiaanse duo Laura Bruschini en Annamaria Solazzi. In 1999 speelde ze met verschillende partners vier toernooien op mondiaal niveau. Met Annalea Hartmann nam ze deel aan het kwalificatietoernooi voor de wereldkampioenschappen in Marseille, maar wist ze zich niet te plaatsen voor het hoofdtoernooi. Bij de EK in Palma eindigden Schnyder-Benoit en Hartmann op een gedeelde negende plaats en in eigen land wonnen ze de nationale titel van Barbara Egger en Cornelia Gerson.
Het jaar daarop nam Schnyder-Benoit met Nadia Erni deel aan het Open-toernooi van Gstaad. Met Hartmann behaalde ze een negende plaats bij de EK in Getxo en prolongeerde ze haar Zwitserse titel tegen Sibylle Keller en Jolanda Lichtin. Met Simone Kuhn kwam ze in actie op het Challenger-toernooi van Xylokastro. Schnyder-Benoit en Kuhn vormden tot en met 2004 een vast team. In het 2001 nam het duo deel aan vijf reguliere toernooien in de World Tour met een zeventiende plaats op Gran Canaria als beste resultaat. Bij de WK in Klagenfurt strandden ze na twee nederlagen in de groepsfase. In Jesolo won het duo de zilveren medaille bij de EK. Ze verloren de finale in twee sets van het Griekse tweetal Vasso Karadassiou en Effrosyni Sfyri. In eigen land won Schnyder-Benoit met Kuhn voor de vierde keer het Zwitsers kampioenschap, ten koste van Hartmann en Karine Scheuerpflug. Het jaar daarop kwam het duo in de World Tour bij tien toernooien in actie en bereikte daarbij zes keer de achtste finale. Bij de EK in Bazel eindigden ze op een gedeelde vijfde plaats. In de derde ronde verloren ze van de Nederlanders Rebekka Kadijk en Marrit Leenstra en in de vijfde herkansingsronde werden ze uitgeschakeld door de latere kampioenen Lucilla Perrotta en Daniela Gattelli uit Italië. In eigen land prolongeerden ze bovendien hun nationale titel tegen Isabelle Forrer en Melanie Schönenberger.
In 2003 namen Schnyder-Benoit en Kuhn deel aan tien reguliere FIVB-toernooien. Bij het Open-toernooi van Lianyungang bereikten ze voor het eerst de halve finale van een mondiaal toernooi. Ze verloren de wedstrijd om het brons van het Australische duo Natalie Cook en Nicole Sanderson, waardoor ze als vierde eindigden. In Osaka en Milan kwam het duo tot de kwartfinales. Bij de WK in Rio de Janeiro bereikten ze eveneens de kwartfinale, die ze opnieuw verloren van Cook en Sanderson. Bij de EK in Alanya waren Perrotta en Gattelli in de kwartfinale te sterk. In Zürich wonnen Schnyder-Benoit en Kuhn voor de derde keer het Zwitsers kampioenschap, ditmaal ten koste van Hartmann en Dorothea Hebeisen. Het daaropvolgende seizoen deed het duo mee aan elf toernooien in de World Tour. In Osaka behaalde Schnyder-Benoit met Kuhn haar eerste en laatste podiumplaats op mondiaal niveau met een derde plek, nadat ze de wedstrijd om het brons van Karadassiou en Sfyri gewonnen hadden. In Milaan behaalden ze de vierde plaats achter het Tsjechische tweetal Eva Celbová en Soňa Nováková. In Fortaleza en Marseille eindigden ze verder op een gedeelde vijfde plaats en Rio werden ze zevende. In Timmendorfer Strand werden Schnyder-Benoit en Kuhn Europees kampioen door het Noorse tweetal Kathrine Maaseide en Susanne Glesnes in de finale in twee sets te verslaan. Het duo had zich als negende geplaats voor de Olympische Spelen in Athene, maar strandde na drie nederlagen in de groepsfase. In eigen land wonnen ze voor de vierde keer op rij de nationale titel – en voor Schnyder-Benoit de zevende  in totaal – door opnieuw Hartmann en Hebeisen in de finale te verslaan. Na afloop van het seizoen beëindigde Schnyder-Benoit haar sportieve loopbaan.

## Palmares
Kampioenschappen
- 1997:  NK
- 1999:  NK
- 2000:  NK
- 2001:  EK
- 2001:  NK
- 2002:  NK
- 2003:  NK
- 2003: 5e WK
- 2004:  EK
- 2004:  NK

FIVB World Tour
- 2004:  Osaka Open